# Иксекизумаб
Иксекизумаб — лекарственный препарат, моноклональное антитело. Одобрен для применения: США (2016).

## Механизм действия
ингибитор IL-17.

## Показания
- умеренная и тяжелая форма бляшечного псориаза у пациентов, которым показана фототерапия или системная терапия
- активная форма псориатического артрита

## Способ применения
подкожная инъекция.